# Helmut Semmelmann
Helmut Semmelmann (* 8. August 1934 in Gera) ist ein ehemaliger deutscher Politiker und Funktionär  (SED). Er war Abgeordneter der Volkskammer der DDR sowie im November 1989 kurzzeitig Mitglied des Sekretariats des ZK der SED.

## Leben
Der Sohn eines Arbeiters absolvierte nach dem Besuch der Grund- und Oberschule sowie dem Abitur von 1953 bis 1958 ein Studium der Agrarwissenschaften an der Timirjasew-Akademie Moskau und schloss dieses Studium als Diplom-Landwirt ab. Semmelmann, der während des Studiums 1955 Mitglied der SED wurde, war nach seiner Rückkehr zunächst von 1958 bis 1961 Wissenschaftlicher Assistent der Maschinen-Traktoren-Station (MTS) Brahmenau, ehe er danach für kurze Zeit Direktor der MTS Schlöben war.
1961 wurde er Mitarbeiter der SED-Bezirksleitung Gera, in der er von 1962 bis 1963 Leiter der Abteilung Landwirtschaft war. 1963 wechselte er als politischer Mitarbeiter in das ZK der SED. Von 1972 bis 1973 besuchte er die Parteihochschule „Karl Marx“ und war dann von 1974 bis 1980 Sektorenleiter des ZK der SED. Von 1980 bis 1982 war er als Nachfolger von Fritz Klopprogge Erster Sekretär der SED-Kreisleitung Zentrale Organe der Land- und Nahrungsgüterwirtschaft.
Im November 1982 wurde er als Nachfolger von Bruno Lietz, der wiederum Heinz Kuhrig als Minister für Land-, Forst- und Nahrungsgüterwirtschaft ablöste, zum Leiter der Abteilung Landwirtschaft des ZK der SED ernannt und bekleidete diese Funktion bis zur Auflösung der SED 1989.
Semmelmann war von April 1986 (XI. Parteitag) bis Dezember 1989 Mitglied des ZK der SED und gleichzeitig von 1986 bis März 1990 als Mitglied der SED-Fraktion Abgeordneter der Volkskammer. Er war dort Erster Stellvertreter des Vorsitzenden des Ausschusses für Landwirtschaft, Forstwirtschaft und Nahrungsgüterwirtschaft.
Zuletzt war er vom 10. November bis zum 3. Dezember 1989 Nachfolger von Johannes Chemnitzer als Sekretär des ZK der SED für Landwirtschaft sowie im November 1989 Mitglied einer Redaktionskommission, die ein Aktionsprogramm mit dem Titel Schritte zur Erneuerung erarbeitete. Vorsitzender der  Redaktionskommission war Siegfried Lorenz, die weiteren Mitglieder waren: Hans Modrow, Eberhard Heinrich, Wolfgang Herger, Helmut Koziolek, Werner Scheler, Gerd Schulz, Gerhard Schürer, Hans-Jürgen Trümper, Moritz Mebel, Wolfgang Junker, Hans-Joachim Hoffmann, Alexander Schalck-Golodkowski, Gerhard Beil, Horst Brünner, Wolfgang Rauchfuß, Werner Frohn, Oskar Fischer, Helga Labs, Hans-Joachim Willerding, Arnold Zimmermann sowie als Sekretär Heinz Mirtschin. Noch am 3. Dezember 1989 wurde er Mitglied einer Kommission des ZK zur Erarbeitung des Rechenschaftsberichtes über die Ursachen für die Krise in der SED und in der Gesellschaft, der neben ihm noch Werner Eberlein, Wolfgang Herger, Werner Jarowinsky, Siegfried Lorenz, Wolfgang Rauchfuß, Günter Schabowski und Günter Sieber angehörten.

## Auszeichnungen
- 1974 Vaterländischer Verdienstorden in Bronze[4] und 1984 in Gold[5]
- Orden Banner der Arbeit Stufe I
- Verdienter Werktätiger der Land- und Forstwirtschaft der Deutschen Demokratischen Republik